# Charles Bocquet (Komponist)
Charles Bocquet, teillatinisiert Carolus Bocquet (* 2. Hälfte des 16. Jahrhunderts; † zwischen 1606 und 1615), war ein französischer Lautenist und Komponist.

## Leben
Charles Bocquet stammte aus einer Pariser Lautenspielerfamilie. Sein Vater Julien Bocquet († 1592) war zudem Kammerjunker des französischen Königs Heinrich III. Charles Bocquet lebte in Pont-à-Mousson, 1594 wurde er erstmals genannt, als er in Nancy am Hof des lothringischen Herzogs bei einem Ballett zum Karneval als Lautenspieler beteiligt war.
In den Jahren 1599 und 1600 stand er in Diensten von Kurfürst Friedrich IV. von der Pfalz in Heidelberg.
1606 war Bocquet wieder in Pont-à-Mousson, von wo er zur Hochzeit von Markgraf Heinrich II. mit Margarita Gonzaga nach Nancy als Komponist und Lautenspieler gebeten wurde. Danach wurde Bocquet nicht mehr erwähnt, 1615 war er verstorben.
Kompositionen für Laute von ihm sind erhalten in
- Jean-Baptiste Besard: Thesaurus harmonicus. Köln 1603 (in französischer Tabulatur in der Musikbibliothek Leipzig)[1]
- Georg Leopold Fuhrmann: Testudo Gallo-Germanica. Nürnberg 1615 (in französischer Tabulatur in der Musikbibliothek Leipzig)[2]
- in einigen anonymen[3] Handschriften.

Anna/Marguerite Bocquet war möglicherweise ein Nachkomme. Sie war Lautenistin und wahrscheinlich ebenfalls Komponistin in Paris.